# 天槍增三
牧夫座39，又名BD+49 2326，HD 131041、SAO 45231、HR 5538，是牧夫座的一颗恒星，视星等为5.69，位于銀經84.29，銀緯58.58，其B1900.0坐标为赤經14h 46m 17.3s，赤緯+49° 58.58′ 54″。